# Working testy retrieverů
Working testy retrieverů (stručně WT) je systém výcviku a přípravy retrievera pro field trial, který se postupem času vyvinul ve sport. Počátky sahají do první poloviny 20. století do Velké Británie, kde má i původ většina plemen retrieverů. Testy jsou určeny pro všechna plemena retrieverů s průkazem původu vydaným Českomoravskou kynologickou unií (ČMKU) nebo členskou či partnerskou organizací Mezinárodní kynologickou federací (FCI). Splněním se retriever nekvalifikuje jako lovecky upotřebitelný, protože testy neprobíhají se zvěří.
V České republice proběhl jeden z prvních seminářů a tréninků v listopadu roku 2003 pod hlavičkou Klubu chovatelů loveckých slídičů (KCHLS). První testy poté proběhly o rok později v říjnu 2004 pod hlavičkou nově vzniklého občanského sdružení Retriever Sport CZ (RSCZ). Od té doby se každoročně pořádá několik akcí pod záštitou různých spolků. Sezóna probíhá většinou mimo sezónu field trialů, tzn. od března do září.

## Pravidla

### Rozdělení do tříd
WT se v ČR rozdělují do čtyř výkonnostních tříd od nejnižší třídy E (puppy) přes L (novice) a M (intermediate) až po nejvyšší třídu S (open). Dříve užívané české ekvivalenty názvů jsou třída elevů, lehká, medium a super. Psi, kteří v jedné třídě získali třikrát hodnocení výborný, musí následně startovat ve třídě vyšší. Toto se nevztahuje na třídu S. V roce 2014 byla poprvé zařazena další výkonností třída V (veteran), která je určena pro psi minimálního věku 8 let v den soutěže. Obtížnost úloh je zde na úrovni třídy M.
Věkový limit pro start štěněte je u spolků nastaven různě. Dolní věková hranice u KCHLS a RSCZ je 9 měsíců, u RKCZ je 10 měsíců.

### Základní pomůcky a vybavení

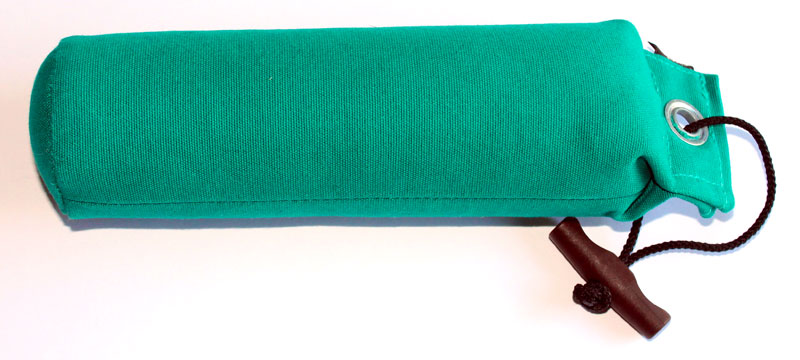
Standardní dummy

- Dummy - pro WT musí být jednobarevné zelené barvy váhy 0,5 kg. Výjimku tvoří dummy pro dummy launcher, pokud je použit během zkoušky[4][10][6]. Pro tréninkové účel se běžně používat dummy v různých barevných provedení, o různých vahách (100 g, 250 g, 1 000 g), ale i v různých typech provedení (dummy ball, speedy dummy, puppy dummy, plastové, 3dílné, kožešinové atd.).
- Píšťalka - lze používat píšťalky jednotónové nebo dvojtónové různých frekvencí.
- Vodítko – nejčastěji se používá vodítko s nastavitelnou smyčkou (moxonovou smyčkou) z důvodu snadné manipulace. Během soutěže nesmí mít žádný pes obojek[4][10][6].
- Zbraň - k imitaci střelby se nejčastěji používají akustické zbraně - startovací (poplašné) pistole nebo revolvery ráže 6 mm. Výstřel vždy předchází odhození dummy, střelec by neměl stát dál než 35 m od odhozeného aportu[10][6].

### Základní disciplíny
Základní disciplíny jsou marking, memory marking, blind, dohledávka a walk up. Vzdálenosti jednotlivých disciplín se liší na základě výkonnostních tříd a volbě terénu. Přesto délka aportu by neměla přesáhnout 150 m. Tyto disciplíny a jejich vzájemná kombinace vychází z lovecké praxe a má za účel ji co nejvíce připomínat.
- Marking – pes vidí minimálně část dráhy letu nebo místo dopadu dummy a následně na pokyn rozhodčího vůdce vyšle psa pro dummy. Hod dummy je většinou doprovázen výstřelem. Pes by měl běžet nejkratší možnou cestou a co nejrychleji zpět k vůdci. Marking může být jednoduchý, kdy padne pouze jeden dummy, a nebo double marking (i víc), kdy zpravidla dva házeči hodí postupně dva dummy. Čím je úhel mezi dvěma dummy menší z pohledu vůdce-psa, tím je úloha náročnější.
- Memory marking – pes vidí stejně jako u markingu dráhu hodu nebo místo dopadu dummy. Hod je doprovázen většinou výstřelem. Rozdíl proti markingu je v tom, že u markingu je pes vyslán hned po dopadu pro dummy, zatím co u memory markingu proběhne ještě další úloha nebo část úlohy před vysláním pro daný dummy. Memory marking klade důraz na zapamatování (memory) si místa dopadu s odstupem času. Dále je i ve vyšších třídách kladen důraz na orientaci v terénu, protože může dojít ke změně postavení psa vzhledem k místu dopadu.
- Blind – vůdce ani pes nevidí hod dummy a tím pádem neznají přesnou polohu dopadu dummy. V místě dopadu dummy může být vystřeleno, pro určení přibližné orientace jinak je vůdce od rozhodčího informován, kde je přibližné místo dopadu. Pes je vyslán tímto směrem a případně je korigován pro navedení na dané místo, kde by se měl nacházet dummy.
- Dohledávka – dummy jsou rozmístěny v předem dané oblasti tak, aby je vůdce ani pes neviděli. Vůdci je sděleno, odkud kam je daná oblast a kolik dummy má přinést. Následně je pes vyslán vůdcem do této oblasti, kterou by měl systematicky prohledat a neměl by tuto oblast opustit. Pokud ji pes opustí, může být korigován vůdce pro navedení zpět. Při nalezení dummy by měl běžet nejkratší možnou cestou zpět a neměl by přitom hledat další dummy.
- Walk-up – jedná se o disciplínu, kdy jsou zkoušeni dva a více psů souběžně. Během této disciplíny jdou všichni psi u nohy, na volno a tvoří řadu s rozhodčím. Na znamení rozhodčího, nebo když pes dojde do předem daného místa, házeč vystřelí. Poté hodí jeden nebo i více dummy (marking) anebo výstřelem ukazuje směr, kde by se měl nacházet dummy (blind). Na pokyn rozhodčího je pes vyslán pro konkrétní dummy a ostatní psi musí zůstat v klidu u vůdce a čekat, než dojde na ně řada.

### Hodnocení psa
Za jednotlivé úlohy může pes získat max. 20 bodů. U některých úloh, které jsou kombinací více disciplín, může rozhodčí každou disciplínu ohodnotit jednotlivě. Vítězem soutěže se stává pes, který získal nejvyšší součet bodů z jednotlivých úloh. Na základě celkového součtu každý pes obdrží i slovní hodnocení – výborný, velmi dobrý, dobrý, obstál a nebo neobstál. Pes, který obdržel z úlohy 0 bodů, získává automaticky hodnocení neobstál. Pokud na 1. - 3. místě získají dva a více psů shodný počet bodů, musí následovat rozstřel. V každé třídě je vyhlášen vítěz třídy a případně je udělena Volba rozhodčích pro psa, který udělal na rozhodčí nejlepší dojem. Volbu rozhodčích může získat i pes, který neobstál.
Hodnocení vychází z pravidel pro IWT a každý klub je má zakomponovány do svých vnitřních řádů nebo směrnic pro pořádání WT.
- Pozitivní body - ovladatelnost | předávka | drive - pracovní nasazení, chuť k práci | schopnost markingu | práce nosem | tiché vedení | rychlost provedení | styl.
- Těžké chyby - špatná ovladatelnost a/nebo zbytečné vyrušování v prostoru | špatná práce u nohy | špatná schopnost markningu a/nebo špatné zapamatování si místa dopadu | přílišná závislost na vůdci | neklid a dožadování se pozornosti vůdce na stanovišti | příliš hlasité vedení | nedbalé přinášení | pomalá práce a/nebo práce bez větší iniciativy.
- Chyby, které jsou hodnoceny nula bodů - pronásledování zvěře | hledání s dummy v mordě | záměna dummy | neochota ke vstupu do vody | neochota k aportování | bázlivost při výstřelu | neovladatelnost| vyběhnutí bez povelu | kňučení | štěkání.
- Vylučující chyby (nelze pokračovat dál) - agresivita | prokousnutí dummy (tvrdá morda) | fyzické trestání psa.

## Soutěže

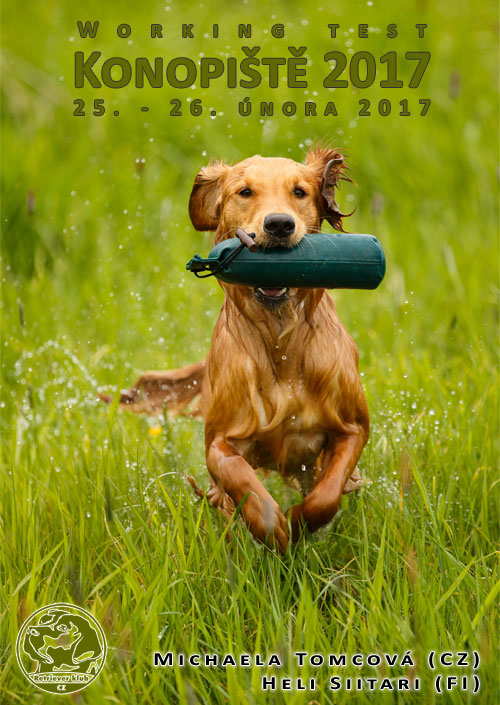
Katalog WT Konopiště 2017 (Hera's Maisie von Bauernhirschtal - GR)

### Mezinárodní soutěže
Jednou z nejprestižnějších týmových soutěží ve WT je International Working Test (krátce IWT). Pořádána je každoročně od roku 1991 pod patronací FCI. Do roku 2004 byla součástí i individuální soutěž. V roce 2015 byl pořadatel IWT 2015 Retriever klub CZ, které se konalo v blízkosti zámku Konopiště. Další velmi prestižní individuální a týmovou soutěží je World Cup Retriever (Skinner’s World Cup Retriever, zkráceně Skinner’s Cup), která je pořádána ve Velké Británii od roku 2002. Na rozdíl od IWT se této soutěže účastní i týmy Anglie, Skotska, Walesu a Irska, kteří nejsou členy FCI.

## Spolky v Česku
Spolky věnující se lovecké kynologii v České republice pro retrievery (skupina VIII dle FCI) (seřazeno abecedně):
- Klub chovatelů loveckých slídičů - založen 1924[14] / první WT 10. března 2018
- Retriever klub CZ - založen 1992[15] / první WT 22. května 2010
- Retriever Sport CZ - založen 2004[16] / první WT 24. října 2004[3]
- Toller klub CZ - založen 2016[17] - klub nesmí pořádat žádné oficiální akce, tzn. např. výstavy a zkoušky retrieverů[18][19]